# Alessio Da Cruz
Alessio Sergio Fernando Da Cruz (Almere, 18 gennaio 1997) è un calciatore capoverdiano con cittadinanza olandese, attaccante dell'Athletic.

## Caratteristiche tecniche
Attaccante agile e veloce, abile nelle progressioni offensive e dotato tecnicamente, è in possesso di un ottimo controllo di palla ed è particolarmente bravo nel dribbling. Molto duttile tatticamente, può essere schierato sia come ala che come centravanti.

## Carriera

### Club
Cresciuto nei settori giovanili di Ajax, Almere City e Twente, esordisce con la squadra di Enschede il 15 agosto 2015, nella partita di Eredivisie persa per 1-4 contro l'ADO Den Haag, sostituendo all'intervallo Bruno Uvini. L'11 agosto 2016 passa in prestito al Dordrecht, con cui disputa una buona stagione a livello individuale; il 4 luglio 2017, rimasto svincolato, viene tesserato dal Novara.
Dopo l'ottima prima parte di campionato con i piemontesi, con 5 reti e quattro assist in 19 presenze, l'8 gennaio 2018 viene acquistato per una cifra vicina ai 3 milioni di euro dal Parma, con cui firma un quadriennale. Dopo la promozione in Serie A dei ducali, resta con la squadra emiliana anche in massima serie; poco utilizzato nella prima parte di stagione, l'11 gennaio 2019 passa in prestito per sei mesi allo Spezia. Debutta con gli Aquilotti dieci giorni dopo, segnando il gol del definitivo pareggio nella partita contro il Venezia.
Il 1º agosto 2019 viene preso in prestito con diritto di riscatto e contro riscatto dall'Ascoli. Debutta il 10 agosto successivo, andando a segno nel 5-1 dei marchigiani sulla Pro Vercelli nel secondo turno di Coppa Italia. Dopo avere realizzato 5 reti in 15 presenze, il 29 gennaio 2020 (a seguito anche di una rottura coi tifosi e la società) fa ritorno al Parma, che lo cede il giorno stesso (sempre a titolo temporaneo) allo Sheffield Wednesday.
Il 3 ottobre 2020 viene ceduto in prestito al Groningen. Il 26 gennaio del 2021 realizza la sua prima rete in campionato con la maglia biancoverde, siglando il goal del definitivo 3-0 ai danni dell'ADO Den Haag.
Il 16 luglio 2021 viene ceduto nuovamente a titolo temporaneo, questa volta ai messicani del Santos Laguna. Il 3 agosto 2021 l'accordo viene finalizzato.
Il 10 gennaio 2022, Da Cruz rientra al Parma, che lo gira sempre in prestito al Vicenza, in Serie B; torna così a disputare il campionato cadetto a due anni di distanza dopo l'ultima esperienza all'Ascoli. Il 23 gennaio, al debutto ufficiale con i veneti, va a segno su calcio di rigore, nel pareggio interno in rimonta nel derby col Cittadella.
Il 12 luglio 2022, Da Cruz firma un contratto biennale con il Malines, formazione della massima serie belga.
Il 28 giugno 2023, l'attaccante passa a titolo definitivo alla Feralpisalò, neopromossa in Serie B, con cui firma un contratto biennale. Il 16 gennaio 2024, dopo avere trovato poco spazio, rescinde il proprio contratto con il club lombardo.
Il 25 gennaio 2024, viene acquistato dal Fortuna Sittard, club che milita in Eredivisie.

### Nazionale
Dopo avere rappresentato le selezioni Under-18 e Under-20 dei Paesi Bassi, nel marzo 2022 viene convocato per la prima volta da Capo Verde, nazione delle sue origini.

## Statistiche

### Presenze e reti nei club
Statistiche aggiornate al 16 gennaio 2024.
| Stagione        | Squadra             | Campionato      | Campionato | Campionato | Coppe nazionali | Coppe nazionali | Coppe nazionali | Coppe continentali | Coppe continentali | Coppe continentali | Altre coppe | Altre coppe | Altre coppe | Totale | Totale |
| Stagione        | Squadra             | Comp            | Pres       | Reti       | Comp            | Pres            | Reti            | Comp               | Pres               | Reti               | Comp        | Pres        | Reti        | Pres   | Reti   |
| --------------- | ------------------- | --------------- | ---------- | ---------- | --------------- | --------------- | --------------- | ------------------ | ------------------ | ------------------ | ----------- | ----------- | ----------- | ------ | ------ |
| 2014-2015       | Jong Twente         | ED              | 6          | 1          | -               | -               | -               | -                  | -                  | -                  | -           | -           | -           | 6      | 1      |
| 2015-2016       | Twente              | E               | 3          | 0          | CO              | 1               | 0               | -                  | -                  | -                  | -           | -           | -           | 4      | 0      |
| 2016-2017       | Dordrecht           | ED              | 28         | 5          | CO              | 1               | 0               | -                  | -                  | -                  | -           | -           | -           | 29     | 5      |
| 2017-gen. 2018  | Novara              | B               | 19         | 5          | CI              | 0               | 0               | -                  | -                  | -                  | -           | -           | -           | 19     | 5      |
| gen.-giu. 2018  | Parma               | B               | 6          | 0          | CI              | 0               | 0               | -                  | -                  | -                  | -           | -           | -           | 6      | 0      |
| 2018-2019       | Parma               | A               | 3          | 0          | CI              | 1               | 0               | -                  | -                  | -                  | -           | -           | -           | 4      | 0      |
| Totale Parma    | Totale Parma        | Totale Parma    | 9          | 0          |                 | 1               | 0               |                    | -                  | -                  |             | -           | -           | 10     | 0      |
| gen.-giu. 2019  | Spezia              | B               | 13+1       | 2          | CI              | 0               | 0               | -                  | -                  | -                  | -           | -           | -           | 14     | 2      |
| 2019-gen. 2020  | Ascoli              | B               | 15         | 5          | CI              | 3               | 1               | -                  | -                  | -                  | -           | -           | -           | 18     | 6      |
| gen.-giu. 2020  | Sheffield Wednesday | FLC             | 14         | 0          | FACup+CdL       | 1+0             | 0               | -                  | -                  | -                  | -           | -           | -           | 15     | 0      |
| 2020-2021       | Groningen           | ED              | 22+1       | 4          | CO              | 0               | 0               | -                  | -                  | -                  | -           | -           | -           | 23     | 4      |
| 2021-2022       | Santos Laguna       | LMX             | 8          | 3          | LC              | 1               | 0               | -                  | -                  | -                  | -           | -           | -           | 9      | 3      |
| gen.-giu. 2022  | Vicenza             | B               | 19+2       | 2          | CI              | -               | -               | -                  | -                  | -                  | -           | -           | -           | 21     | 2      |
| 2022-2023       | Malines             | D1              | 28         | 3          | CB              | 6               | 1               | -                  | -                  | -                  | -           | -           | -           | 34     | 4      |
| 2023-gen. 2024  | Feralpisalò         | B               | 1          | 0          | CI              | 0               | 0               | -                  | -                  | -                  | -           | -           | -           | 1      | 0      |
| Totale carriera | Totale carriera     | Totale carriera | 187+3      | 30         |                 | 14              | 2               |                    | -                  | -                  |             | -           | -           | 204    | 32     |

### Cronologia presenze e reti in nazionale
| Cronologia completa delle presenze e delle reti in nazionale ― Capo Verde | Cronologia completa delle presenze e delle reti in nazionale ― Capo Verde | Cronologia completa delle presenze e delle reti in nazionale ― Capo Verde | Cronologia completa delle presenze e delle reti in nazionale ― Capo Verde | Cronologia completa delle presenze e delle reti in nazionale ― Capo Verde | Cronologia completa delle presenze e delle reti in nazionale ― Capo Verde | Cronologia completa delle presenze e delle reti in nazionale ― Capo Verde | Cronologia completa delle presenze e delle reti in nazionale ― Capo Verde |
| Data                                                                      | Città                                                                     | In casa                                                                   | Risultato                                                                 | Ospiti                                                                    | Competizione                                                              | Reti                                                                      | Note                                                                      |
| ------------------------------------------------------------------------- | ------------------------------------------------------------------------- | ------------------------------------------------------------------------- | ------------------------------------------------------------------------- | ------------------------------------------------------------------------- | ------------------------------------------------------------------------- | ------------------------------------------------------------------------- | ------------------------------------------------------------------------- |
| 24-3-2023                                                                 | Praia                                                                     | Capo Verde                                                                | 0 – 0                                                                     | eSwatini                                                                  | Qual. Coppa d'Africa 2023                                                 | -                                                                         | 77’                                                                       |
| 20-3-2025                                                                 | Praia                                                                     | Capo Verde                                                                | 1 – 0                                                                     | Mauritius                                                                 | Qual. Mondiali 2026                                                       | -                                                                         |                                                                           |
| 25-3-2025                                                                 | Luanda                                                                    | Angola                                                                    | 1 – 2                                                                     | Capo Verde                                                                | Qual. Mondiali 2026                                                       | -                                                                         | 22’                                                                       |
| Totale                                                                    |                                                                           | Presenze                                                                  | 3                                                                         |                                                                           | Reti                                                                      | 0                                                                         |                                                                           |